# 焰耳
焰耳（学名：Guepinia helvelloides）是属于银耳目银耳科焰耳属的一种真菌，单生、散生、群生于针叶林中埋在土中的腐木上或极腐朽的针叶树残体上。该种分布于中国、巴西、加拿大、美国、波多黎各、奥地利、墨西哥等地。